# رابرت ال. کرول
رابرت ال. کرول (انگلیسی: Robert L. Carroll؛ زادهٔ ۵ مهٔ ۱۹۳۸ - درگذشته ۷ آوریل ۲۰۲۰) یک دیرین‌شناس اهل ایالات متحده آمریکا بود.